# Dasiops trichosa
Dasiops trichosa är en tvåvingeart som beskrevs av Willi Hennig 1948. Dasiops trichosa ingår i släktet Dasiops och familjen stjärtflugor.
Artens utbredningsområde är Bolivia. Inga underarter finns listade i Catalogue of Life.